# DjVu
DjVu（デジャヴ）は画像圧縮方式、およびその技術を使った文書形式の名称である。1996年にAT&Tで開発され、米国LizardTech社、日本を拠点とするセラーテムテクノロジー（LizardTechは現在、セラーテムの傘下）を経て、現在はクミナス社から販売されている。

## 概要
DjVu方式はスキャンされた文書の圧縮に特化されており、その場合の圧縮率は既存の画像圧縮方式であるJPEGやTIFF G4を大きく上回っている。また、配布するファイルサイズが小さくてすむことや、ダウンロード中の一部ページの閲覧が可能なことなどから、一部ではPDFの代替として利用されることもあるが、DjVuファイル作成ソフトが限られていることからその普及率はPDFやJPEGに比べて非常に低く、まだ一般に浸透しているファイル形式であるとはいえない。
DjVuファイルをWebブラウザで閲覧するためのブラウザプラグイン（無償配布）がある。
なお、元々の作者らが開発したGPL版の実装DjVuLibreも存在する。

## 特徴
スキャンされた画像を格納する際には、DjVu形式のファイルはPDF形式よりも経済的である。PDFでは、画像ファイルを格納するために内部でTIFF G4方式あるいはJPEG方式を使用しているが、DjVuで圧縮された画像はTIFF G4方式と比べてファイルサイズで数分の1になり、JPEG方式と比べても約半分のサイズになるという。
文字データを格納する機能もあるため、OCRで読み取られた画像に対しては、PDFと同様に文字のコピー・ペーストを行うことができる。
DjVu形式の大きな特長に、PDF形式とは違って表示にフォントファイルを必要としないことが挙げられる。
現在、インターネットアーカイブではパブリック・ドメインになった書籍をスキャンする電子図書館プロジェクトを進めているが、DjVu形式はPDFやTIFF形式とともに標準のひとつとして採用された。